# LIVE TOUR 2019 “キミは見てくれが悪いんだから、アホ丸出しでマイクを握ってろ!!” だと!? ふざけるな!!
『LIVE TOUR 2019 “キミは見てくれが悪いんだから、アホ丸出しでマイクを握ってろ!!” だと!? ふざけるな!!』（ライブ・ツアー にせんじゅうきゅう キミはみてくれがわるいんだから アホまるだしでマイクをにぎってろ だと ふざけるな）は、サザンオールスターズのライブ・ビデオ。2019年11月27日にDVDとBlu-rayで発売。発売元はタイシタレーベル / JVCケンウッド・ビクターエンタテインメント / SPEEDSTAR RECORDS。

## 背景
本作は2019年3月から6月にかけて開催した全国ツアー『“キミは見てくれが悪いんだから、アホ丸出しでマイクを握ってろ!!”だと!? ふざけるな!!』の東京ドーム公演の模様や、同ツアーのメイキング映像を収録された作品になっている。

## リリース
本作にはDVDとBlu-ray共に通常盤と完全生産限定盤（4形態）があり、完全生産限定盤にはボーナスディスクとスペシャルグッズが付属され、「三点まとめ買いセット」と称された。
三点まとめ買いセットの内容
- 「マンピーのG★SPOT」の演出で登場した変態仮面風ダンサーが顔に着用、履くも良し、飾るも良し、かぶるも良しのパンツ「親不孝パンツ（父さん母さんゴメンねVer.）」が付属。
- 2018年のライブツアー『ちょっとエッチなラララのおじさん』とサザンが出演したライブ『ROCK IN JAPAN FESTIVAL 2018』から一部の楽曲とそれぞれのライブのメイキング映像が収録。
- 今回のツアーで一部の会場でしか演奏されていなかった「ロックンロール・スーパーマン～Rock’n Roll Superman～」の映像がツアーのドキュメンタリーを交えたボーナストラックとして映像化。

また、本作と同時に同ライブ会場とオンラインショップ「アスマート」で受注販売されたフォトブック『SOUTHERN ALL STARS YEAR BOOK「40」』もCDショップや各ECサイトでも販売されることが決定された。
「新春! お年玉サザンジャンボ」という企画を本作の発売日の前日に発表し、本作と2019年12月31日に発売のミュージック・ビデオ集『21世紀の音楽異端児 (21st Century Southern All Stars Music Videos)』の2作品を購入するとそれぞれに応募用のIDを記載したチラシが封入されており、応募すると抽選で210名にオリジナルのパーカーがプレゼントされる。

## 批評
2019年11月30日放送の桑田佳祐のラジオ番組『桑田佳祐のやさしい夜遊び』にて、店頭で本作を購入したリスナーから小田和正のライブツアー作品『Kazumasa Oda Tour 2019 ENCORE!! ENCORE!! in さいたまスーパーアリーナ』、山下達郎のCDシングル「RECIPE (レシピ)」とそれぞれ発売日が同じで、先輩方の作品と一緒に本作がひな壇の上に並んでいる光景に感激したという内容が番組で紹介され、桑田も「小田さんと達郎さんの作品と同じ日に並ばせていただいているということで、嬉しいです」とコメントした。
松田弘は、今回のライブツアーにて「シュラバ★ラ★バンバ SHULABA-LA-BAMBA」の披露時に野沢秀行が踊りながらシェケレを振るのを見て、最高にノセられたという。

## ライブ

### スケジュール
- 2019年3月30日・31日 宮城セキスイハイムスーパーアリーナ
- 2019年4月4日・5日 広島サンプラザホール
- 2019年4月13日・14日 横浜アリーナ
- 2019年4月20日・21日 愛媛県武道館
- 2019年4月27日・28日 サンドーム福井
- 2019年5月11日・12日 メットライフドーム
- 2019年5月18日・19日 福岡 ヤフオク!ドーム
- 2019年5月25日・26日 京セラドーム大阪
- 2019年6月1日・2日 ナゴヤドーム
- 2019年6月8日・9日 札幌ドーム
- 2019年6月15日・16日 東京ドーム

### エピソード
東京ドーム公演では小林克也、小林武史、嘉門タツオ、山田洋次、松任谷由実といったサザンおよび桑田とゆかりのある著名人が観客として訪れている。
2019年1月頃にセットリストを決めて3月初頭にライブのリハーサルを始めているが、選曲に関して桑田佳祐は、2018年のライブ『ちょっとエッチなラララのおじさん』やサザンとして出演した『ROCK IN JAPAN FESTIVAL 2018』、『第69回NHK紅白歌合戦』と同じ選曲にしたくなかったため、途中マニアックな選曲になっている。桑田自身も自信満々なセットリストでは無かったこともあり、ツアー中は選曲に弱気になることがあったという。また、紅白歌合戦で披露された「勝手にシンドバッド」に関しては松任谷由実とのやりとりが桑田にとって強烈で一枚絵として記憶に残っていたため、セットリストから外されていたが、今回のライブの横浜公演から入れ直してみると観客が盛り上がったため、セットリストに組んだという。
「神の島遥か国」歌唱前には沖縄民謡「てぃんさぐぬ花」がTIGERのボーカルによって演奏された。
MCで関口和之が「夢はダンサーになり、EXILEに入ること。ライバルは関口メンディー（GENERATIONS from EXILE TRIBE / EXILE）。」と語り、「当って砕けろ」の前に「忘れられたBig Wave」に合わせて踊るというコーナーが設けられたが、この原案は桑田によるものであり、「忘れられたBig Wave」をどこかで流したいという思いもあり、メンバー内で体が一番硬い関口に踊ってもらったという。
ライブツアーにて未発表の新曲として「愛はスローにちょっとずつ」が披露された。ライブで披露されていた時は制作途中であったこともあり、タイトルに「（仮）」がついた表記であった。桑田はライブで楽曲を披露する際に「ツアーでお客さんとともに熟成させていく曲」「いつかよりよいチャンスがあったら世に出そうと思っています」と説明していた。
「ゆけ!!力道山」ではバックモニターに力道山の映像が映された。
「CRY 哀 CRY」では歌詞と共に現代語訳が会場内にある左右の小型モニターに表示され、当DVDの字幕でもそれに沿う形で表示されている。
「DJ・コービーの伝説」では曲のテーマになっている小林克也がVTR出演し、『ベストヒットSAS』と題した番組のセットで（『ベストヒットUSA』のパロディ）曲紹介を行った。
「わすれじのレイド・バック」ではバックモニターに若手時代のサザンの写真が映し出され、最後の歌詞が「これからも一緒に盛り上がろうぜ」といった内容に変更された。
「シュラバ★ラ★バンバ SHULABA-LA-BAMBA」では大サビの転調およびラップがカットされ、代わりにピンキーとキラーズの「恋の季節」が歌われた。
「栄光の男」ではバックモニターに曲のモチーフになっている長嶋茂雄と2019年に引退したイチローの映像が映され、二人の功績を称える演出を行った。
東京ドーム公演の「勝手にシンドバッド」ではビキニの女性ダンサーの他、車寅次郎のコスプレをした人物やジャビットもダンスに参加している。
「旅姿四十周年」は、1983年に発売されたアルバム『綺麗』に収録されている楽曲「旅姿六人衆」の歌詞とタイトルをデビュー40周年に合わせたものに変えた楽曲である。かつてのサザンのライブと違ってスタッフに女性も大勢いるといった時代の変化もあって、「華やかな者の影で今動く男達」の部分が「仲間達」に変えられている。

## チャート成績
2019年12月9日付のオリコンDVD・Blu-ray各総合ランキングにて、DVDは初週2.4万枚、Blu-rayは初週3.5万枚を売り上げて、1位を獲得した。DVDとBlu-ray総合ランキングの両方の首位獲得は2013年の『SUPER SUMMER LIVE 2013 「灼熱のマンピー!! G★スポット解禁!!」 胸熱完全版』から3作連続・通算3作目となった。また、音楽作品を対象としたミュージックDVD・BDランキングでも、初週5.9万枚で1位を獲得し、「映像3部門同時1位獲得作品数」も3作連続・通算3作目となった。

## 収録曲
※全形態共通。（）は初版発売年。

### 共通
1. 東京VICTORY（2014年）
2. 壮年JUMP（2018年）
3. 希望の轍（1990年）
4. 闘う戦士たちへ愛を込めて（2018年）
5. SAUDADE～真冬の蜃気楼～（1998年）
6. 彩～Aja～（2004年）
7. 神の島遥か国（2005年）
8. 青春番外地（2015年）
9. 欲しくて欲しくてたまらない（1985年）
10. Moon Light Lover（1996年）
11. 赤い炎の女（1983年）
12. 北鎌倉の思い出（2018年）
13. 古戦場で濡れん坊は昭和のHero（1985年）
14. JAPANEGGAE (ジャパネゲエ)（1984年）
15. 女神達への情歌 (報道されないY型の彼方へ)（1989年）
16. 慕情（1992年）
17. 愛はスローにちょっとずつ（2019年）
18. ゆけ!!力道山（1993年）
19. CRY 哀 CRY（1998年）
20. HAIR（1992年）
21. 当って砕けろ（1978年）
22. 東京シャッフル（1983年）
23. DJ・コービーの伝説（1982年）
24. わすれじのレイド・バック（1980年）
25. 思い過ごしも恋のうち（1979年）
26. はっぴいえんど（2015年）
27. シュラバ★ラ★バンバ SHULABA-LA-BAMBA（1992年）
28. マチルダBABY（1983年）
29. ミス・ブランニュー・デイ (MISS BRAND-NEW DAY)（1984年）
30. イエローマン 〜星の王子様〜（1999年）
31. マンピーのG★SPOT（1995年）

ENCORE
1. I AM YOUR SINGER（2008年）
2. LOVE AFFAIR 〜秘密のデート（1998年）
3. 栄光の男（2013年）
4. 勝手にシンドバッド（1978年）
5. 旅姿四十周年

### BONUS DISC
※完全生産限定盤のみ収録。
『ちょっとエッチなラララのおじさん』映像収録曲
1. メイキング映像
2. 茅ヶ崎に背を向けて（1978年）
3. いとしのエリー（1979年）
4. せつない胸に風が吹いてた（1992年）
5. 私はピアノ（1980年）
6. 太陽は罪な奴（1996年）
7. DIRTY OLD MAN 〜さらば夏よ〜（2006年）

『ROCK IN JAPAN FESTIVAL 2018』収録曲
1. メイキング映像
2. 希望の轍（1990年）
3. 涙のキッス（1992年）
4. 愛の言霊 〜Spiritual Message〜（1996年）
5. HOTEL PACIFIC（2000年）
6. みんなのうた（1988年）

ボーナストラック
1. ロックンロール・スーパーマン ～Rock’n Roll Superman〜（2005年、『キミは見てくれが悪いんだから、アホ丸出しでマイクを握ってろ!!” だと!? ふざけるな!!』より）

## 参加ミュージシャン
- サザンオールスターズ
  - 桑田佳祐 - Vocal & Guitar
  - 関口和之 - Bass & Chorus
  - 松田弘 - Drums & Chorus
  - 原由子 - Piano & Keyboards & Vocal
  - 野沢秀行 - Percussion & Chorus

- サポートミュージシャン
  - 斎藤誠 - Guitar & Chorus
  - 片山敦夫 - Keyboards
  - 山本拓夫 - Sax & Chorus
  - 吉田治 - Sax
  - 菅坡雅彦 - Trumpet
  - TIGER - Chorus
  - 小田原ODY友洋 - Chorus
  - 角谷仁宣 - Synth & Programming
  - エバトダンシングチーム - Dancers

## 配信動画
- LIVE TOUR 2019 “キミは見てくれが悪いんだから、アホ丸出しでマイクを握ってろ!!” だと!? ふざけるな!! トレーラー - YouTube
- 親孝行ディスク トレーラー (from LIVE TOUR 2019 “キミは見てくれが悪いんだから、アホ丸出しでマイクを握ってろ!!” だと!? ふざけるな!! - YouTube
- いとしのエリー「ちょっとエッチなラララなおじさん」 - YouTube
- 希望の轍「ROCK IN JAPAN FESTIVAL 2018」 - YouTube
- みんなのうた「ROCK IN JAPAN FESTIVAL 2018」 - YouTube